# 绍剧
绍剧，又名绍兴大班、绍兴高调、绍兴乱弹，中国戏曲剧种之一，流行于绍兴周边地区。绍剧的猴戏也较为著名。

## 历史
一般认为可能源源于秦腔，康熙年间形成于绍兴一带；乾隆年间较为流行。作为社戏的绍剧过去多在农村庙台广场演出，表演粗犷豪放，动作强烈夸张，简练朴实，具有浓郁的乡土气息。
1961年，浙江绍剧团将《西游记》第二十七回《尸魔三戏唐三藏，圣僧恨逐美猴王》改编成《孙悟空三打白骨精》搬上舞台。1961年9月浙江绍剧团进京参加国庆演出；10月10日晚，毛泽东、董必武等党和国家领导人到中南海怀仁堂观看演出。随着剧情的发展，毛泽东时而点头，时而微笑，香烟烧到手指才知道；特别是演到“天王庙”一场戏孙悟空被贬、唐僧被白骨精擒住、猪八戒敌不过群妖慌忙逃走时的磋步、跑步等动作，毛泽东开怀大笑。毛泽东对幻灯字幕也看得非常仔细。1961年10月18日郭沫若在北京民族文化宫观看了《孙悟空三打白骨精》，10月25日写了七律《看〈孙悟空三打白骨精〉》，11月1日在《人民日报》上发表：“人妖颠倒是非淆，对敌慈悲对友刁。 咒念金箍闻万遍，精逃白骨累三遭。 千刀当剐唐僧肉，一拔何亏大圣毛。教育及时堪赞赏，猪犹智慧胜愚曹。”毛泽东看到此诗，1961年11月17日写了《七律·和郭沫若同志》：
```
 “一从大地起风雷，便有精生白骨堆。僧是愚氓犹可训，妖为鬼蜮必成灾。金猴奋起千钧棒，玉宇澄清万里埃。今日欢呼孙大圣，只缘妖雾又重来。”
```

1962年1月6日郭沫若在广州看到康生抄示的毛泽东的和诗后，当天依韵和诗一首《再赞〈孙悟空三打白骨精〉》：“赖有晴空霹雳雷，不教白骨聚成堆。九天四海澄迷雾，八十一番弭大灾。僧受折磨知悔恨，猪期振奋报涓埃。金睛火眼无容赦，哪怕妖精亿度来。”1月8日经康生转呈毛泽东。1月12日毛泽东给康生回信：“八日惠书收到，极高兴。请告郭沫若同志，他的和诗好，不要“千刀当剐唐僧肉”了，对中间派采取了统一战线政策，这就好了。    近作咏梅词一首，是反修正主义的，寄上请一阅。并请送沫若一阅。外附陆游咏梅词一首。末尾的说明是我作的，我想是这样的。究竟此词何年所做，主题是什么，尚有待于考证。我不过望文生义说几句罢了。请代问郭老好！”
1971年9月3日毛泽东南巡到杭州，7月4日通过电视转播观看浙江绍剧团在杭州人民大会堂演出的《智取威虎山》，并指出：绍剧要改革，要创新；但改革以后还要像绍剧，不能“四不像”。1975年春，毛泽东在杭州通过闭路电视最后一次观看了六龄童演出的绍剧《孙悟空三打白骨精》。

## 风格
乐器以板胡、笛子、斗子为主，腔调为三五七、二凡，同徽剧的吹腔、高拨子旋律接近；音调激越高亢，表演粗犷，善表达悲壮的情感；在发展过程中吸收了调腔的部分曲调。

## 剧目
著名的绍剧剧目，有《龙虎斗》《女吊》《龙凤锁》《芦花记》等。

绍剧的著名演员有章宗义（六龄童）、小六龄童、七龄童等。